# Bulbophyllum ptiloglossum
Bulbophyllum ptiloglossum är en orkidéart som beskrevs av Hermann Wendland och Friedrich Fritz Wilhelm Ludwig Kraenzlin. Bulbophyllum ptiloglossum ingår i släktet Bulbophyllum och familjen orkidéer.
Artens utbredningsområde är Madagaskar. Inga underarter finns listade i Catalogue of Life.